# Kazwin (ostan)
Kazwin (pers. ‏استان قزوین‎) – ostan w północno-zachodnim Iranie. Stolicą jest Kazwin.
- powierzchnia: 15 567,3 km²
- ludność: 1 201 565 (spis 2011)